# 7134 Ікейтісатору
7134 Ікейтісатору (7134 Ikeuchisatoru) — астероїд головного поясу, відкритий 24 жовтня 1993 року.
Тіссеранів параметр щодо Юпітера — 3,462.